# Quercus discreta
Quercus discreta är en bokväxtart som beskrevs av Kendall Laughlin. Quercus discreta ingår i släktet ekar, och familjen bokväxter.
Artens utbredningsområde är Missouri. Inga underarter finns listade.